# Tainia trinervis
Tainia trinervis är en orkidéart som först beskrevs av Carl Ludwig von Blume, och fick sitt nu gällande namn av Heinrich Gustav Reichenbach. Tainia trinervis ingår i släktet Tainia och familjen orkidéer. Inga underarter finns listade i Catalogue of Life.